# غاري جونز (لاعب كرة قدم مواليد 1975)
غاري جونز (بالإنجليزية: Gary Jones)‏ هو لاعب كرة قدم ومدرب كرة قدم بريطاني في مركز الهجوم، ولد في 10 مايو 1975 في تشستر في المملكة المتحدة. لعب مع غريمسبي تاون ونادي ترانمير روفرز ونوتينغهام فورست.

## وصلات خارجية
- غاري جونز على موقع قاعدة بيانات كرة القدم.إي يو (الإنجليزية)
- غاري جونز على موقع Soccerbase.com (لاعب) (الإنجليزية)
- غاري جونز على موقع عالم كرة القدم.نت (الإنجليزية)